# ГЕС Генрі-Борден
ГЕС Генрі-Борден (порт. Usina Hidrelétrica Henry Borden) — основна електроенергетична частина складного гідротехнічного комплексу в районі найбільшого міста Бразилії Сан-Пауло, котрий пройшов з початку 20 століття через кілька етапів розвитку.

## ГЕС Сантана-де-Парнаіба
Агломерація Сан-Пауло лежить у сточищі однієї з найбільших лівих приток Парани річки Тіете, що починається на схід від міста та протікає через нього у західному напрямку. На своєму шляху вона приймає зліва численні притоки, які дренують обернений до Сан-Пауло схил гірської системи Серра-ду-Мар, котра відділяє сточище Тіете від розташованого у двох десятках кілометрів Атлантичного океану (при цьому, щоб потрапити в останній, вода із верхів'їв Тіете повинна подолати кілька тисяч кілометрів через Парану).

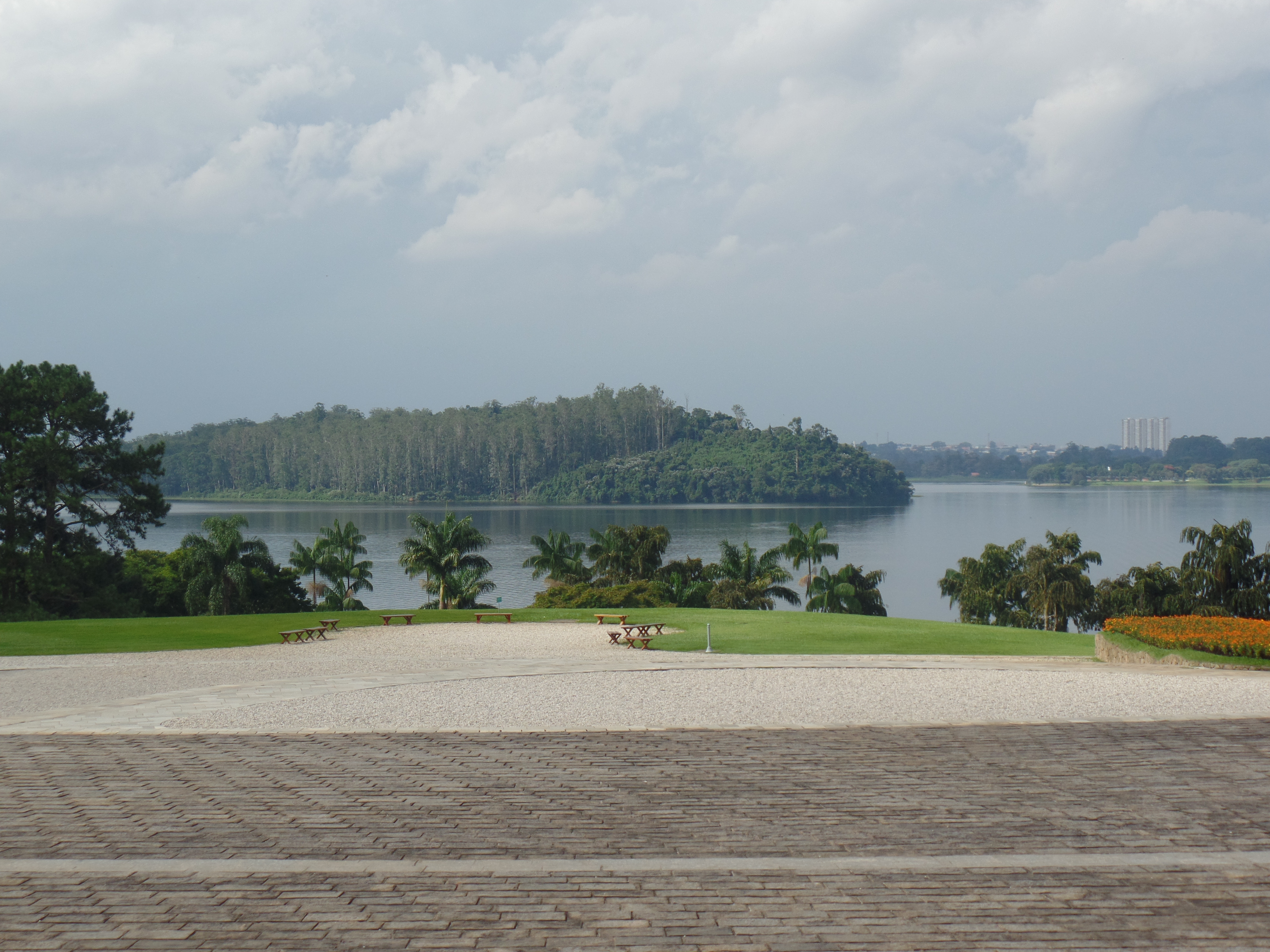
Водосховище Гуарапіранга

У 1901 році канадська компанія Light почала постачання Сан-Пауло зі своєї гідроелектростанції потужністю 2 МВт, зведеної в районі Сантана-де-Парнаіба на північний захід від міста. Щоб підтримати стабільний потік в Тіете на час сухого сезону, вирішили спорудити водосховище-накопичувач на річці Гуарапіранга, котра стікає з Серра-ду-Мар та впадає зліва у Журубатубу (також відома як Ріо-Гранде), що в свою чергу невдовзі впадає зліва у Тіете вище від Сантана-де-Парнаіба. В 1908 році завершили греблю Санто-Амаро висотою 19 метрів та довжиною 1,5 км, яка утворила в сточищі Гуарапіранги водойму з площею поверхні 34 км2 та об'ємом 171 млн м3, після чого до 1912 року потужність ГЕС Парнаіба досягла показника у 12,8 МВт.

## Проєкт деривації та ГЕС Кубатао
Зростаючий попит на електроенергію змусив розробляти нові проєкти в околицях Сан-Пауло. Найбільш привабливим видавалось використання великого перепаду висот на оберненій до океану південній стороні Серра-ду-Мар — більше 700 метрів. Власний водозбір атлантичного боку хребта є доволі невеликим, проте, враховуючи відсутність великих ухилів на його північній стороні, виник проєкт накопичення тут ресурсу з подальшою подачею через водорозділ. Розроблений у середині 1920-х років план первісно передбачав створення цілого ряду водосховищ, смуга яких би простягнулась більш ніж на сто кілометрів зі сходу на захід — по лівих притоках Тіете (включаючи розташовану приблизно по центру Журубатубу) та далі аж до сточища річки Juquiá-Guaçu (дренує атлантичну сторону Серра-ду-Мар на захід від Сан-Пауло). Система каналів з'єднувала б ці водойми, забезпечуючи їх дренування до сховища на Журбатубі, для якого планувався рівень поверхні на позначці 735 метрів НРМ, тоді як розташовані по краях водосховища на Ріо-Кларо (притока Тіете) та Laranjeiras (притока Juquiá-Guaçu) мали б висоту 784 та 800 метрів НРМ відповідно. Далі зі сточища Журубатуби ресурс потрапляв би за кілька кілометрів на південь в долину потоку Ріо-дас-Педрас, що стрімко збігає по схилу у річку Кубатао, яка сама невдовзі вливається в Атлантичний океан.
Реалізацію проєкту розпочали саме зі зведення греблі Ріо-дас-Педрас, побудованої з 1926 по 1928 рік. Ця арково-гравітаційна бетонна споруда з максимальною висотою 35 метрів та довжиною по гребеню 173 метри дозволила створити водосховище з площею поверхні 7,65 км2 та об'ємом 50 млн м3, максимальний рівень поверхні в якому міг становити 728,3 метра НРМ. За рахунок подачі з нього ресурсу почав роботу перший машинний зал майбутньої ГЕС Henry Borden, який на той момент носив назву ГЕС Кубатао та мав потужність у 28 МВт з потенціалом багаторазового підсилення після початку деривації зі сточища Тіете.
Проте далі втілити первісний проєкт не вдалось. Від розташованих на захід від Журубатуби водосховищ відмовились, оскільки одне з них перешкоджало будівництву залізничної лінії, тоді як плани щодо східних водойм визнали занадто витратними.

## Дериваційна система

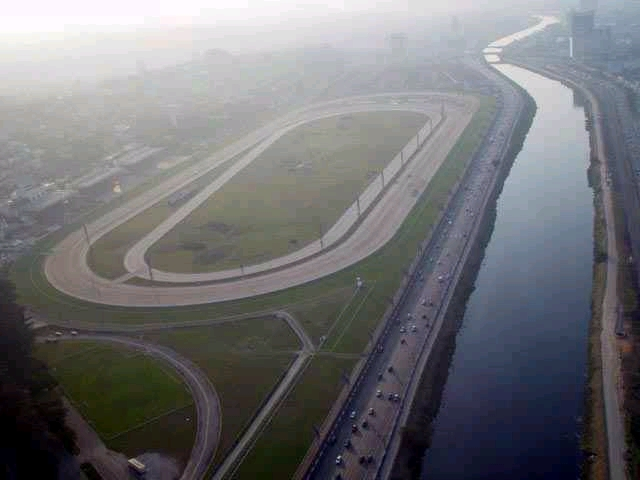
Ділянка каналу Піньєйрус (Нижній)

Оскільки на схід розташовувалась найвища частина сточища Тіете, створили інший план залучення звідти ресурсу — дозволити йому природним шляхом дійти до устя Журубатуби, звідки завдяки системі гребель та насосних станцій вода подавалась би наверх. При цьому витрати на підйом, який не перевищував кількох десятків метрів, багаторазово окуповувались би за рахунок подачі ресурсу на атлантичний бік хребта з організацією напору у сотні метрів.
В підсумку до середини 1940-х років створили наступну систему гідротехнічних споруд:
1. Гребля Movel перекриває Тіете одразу після впадіння в неї Журубатуби та підтримує в нижній течії останньої рівень 715 метрів НРМ. Цю ділянку спрямили та перейменували у канал Піньєйрус (Нижній), який має довжину 10 км та сягає греблі Traição. В каналі також розташовується гребля Retiro, котра дозволяє за необхідності змінювати рівень води між нею та Traição незалежно від рівня поверхні в Тіете.

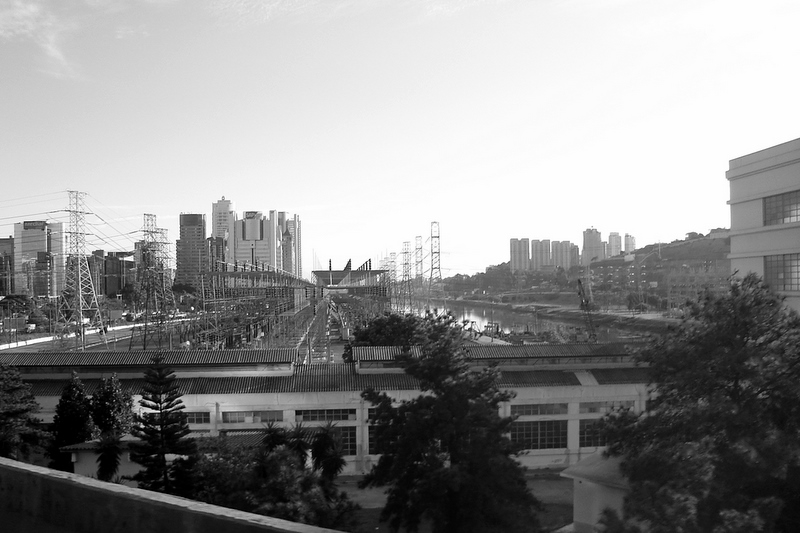
Насосна та гідроакумулююча станція Traição

2. При греблі Traição облаштували насосну станцію, введену в експлуатацію у 1940 році, яка здійснює підйом води з каналу Піньєйрус (Нижній) на 6 метрів у наступну спрямлену ділянку Журубатуби — канал Піньєйрус (Верхній), котрий має довжину 15,5 км та сягає греблі Pedreira. Можливості станції поступово збільшували, додавши по одному агрегату в 1950, 1962 та 1977 роках, та довели до 280 м3/с. При цьому три з чотирьох агрегатів, обладнані оборотними турбінами типу Каплан, здатні працювати також в генераторному режимі, виконуючи функцію гідроакумуляції та використовуючи відокремлену греблею Retiro ділянку каналу Піньєйрус (Нижній) у якості нижнього резервуару.

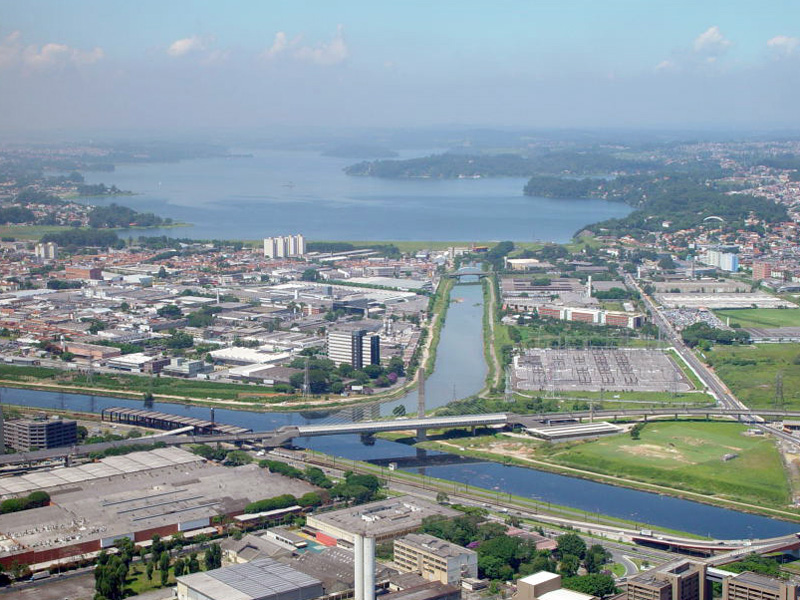
На задньому плані водосховище Гурапіранга, на передньому канал Піньєйрус (Верхній), а між ними з'єднувальний канал Гуарапіранга

2А. До каналу Піньєйрус (Верхній) через канал довжиною 1,9 км скидається надлишкова вода зі згаданого на самому початку водосховища Гуарапіранга, створеного на однойменній притоці Журубатуби до перетворення нижньої течії останньої на Піньєйрус. При цьому максимальний рівень поверхні в Гуарапіранзі на півтора десятка метрів вище ніж у каналі — 736,6 метра НРМ, чого було ще достатньо для перекидання води самотоком до ГЕС Кубатао за нереалізованим первісним планом, проте стало замало у обраному в підсумку варіанті.

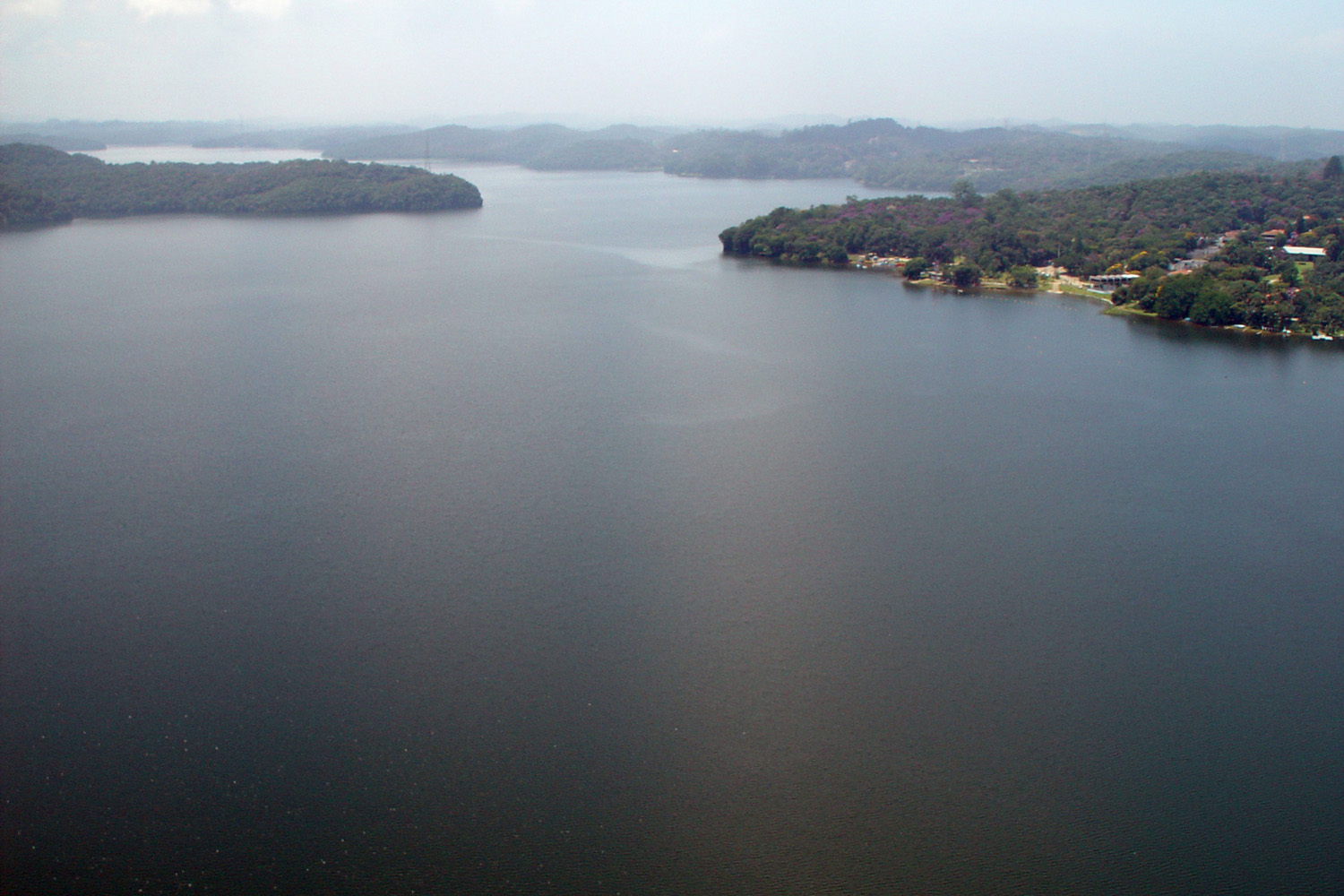
Водосховище Біллінгс

3. Гребля Pedreira, що перекрила Журубатубу, утримує в її верхів'ях велике водосховище Біллінгс, назване так на честь інженера, котрий у 1920-х роках запропонував схему деривації вод зі сточища Тіете до Атлантичного океану. Водойма має площу поверхні 108 км2 та об'єм 995 млн м3 (за іншими даними — 1,2 млрд м3), при цьому максимальний рівень її поверхні в реалізованому варіанті становить 746 метрів НРМ, тобто вище від рівня сховища Гарапіранга, що викликало необхідність транзиту ресурсу з нього через Піньєйрус (Верхній). З цього каналу вода закачується наверх у Біллінг за допомогою насосної станції Pedreira, введеної в експлуатацію у 1939 році. Як і станцію Traição, її кілька разів підсилювали, причому якщо після 1977-го можливості цих об'єктів практично співпадали, то після появи нового обладнання у 1986-му та 1993-му завод Pedreira досяг показника в 395 м3/сек. Наразі він обладнаний вісьмома гідроагрегатами з турбінами типу Френсіс, сім з яких є оборотними. Можливо відзначити, що запущений в 1939-му агрегат мав потужність 5,3 МВт та став першою в світі реверсивною установкою, введеною в комерційну експлуатацію.

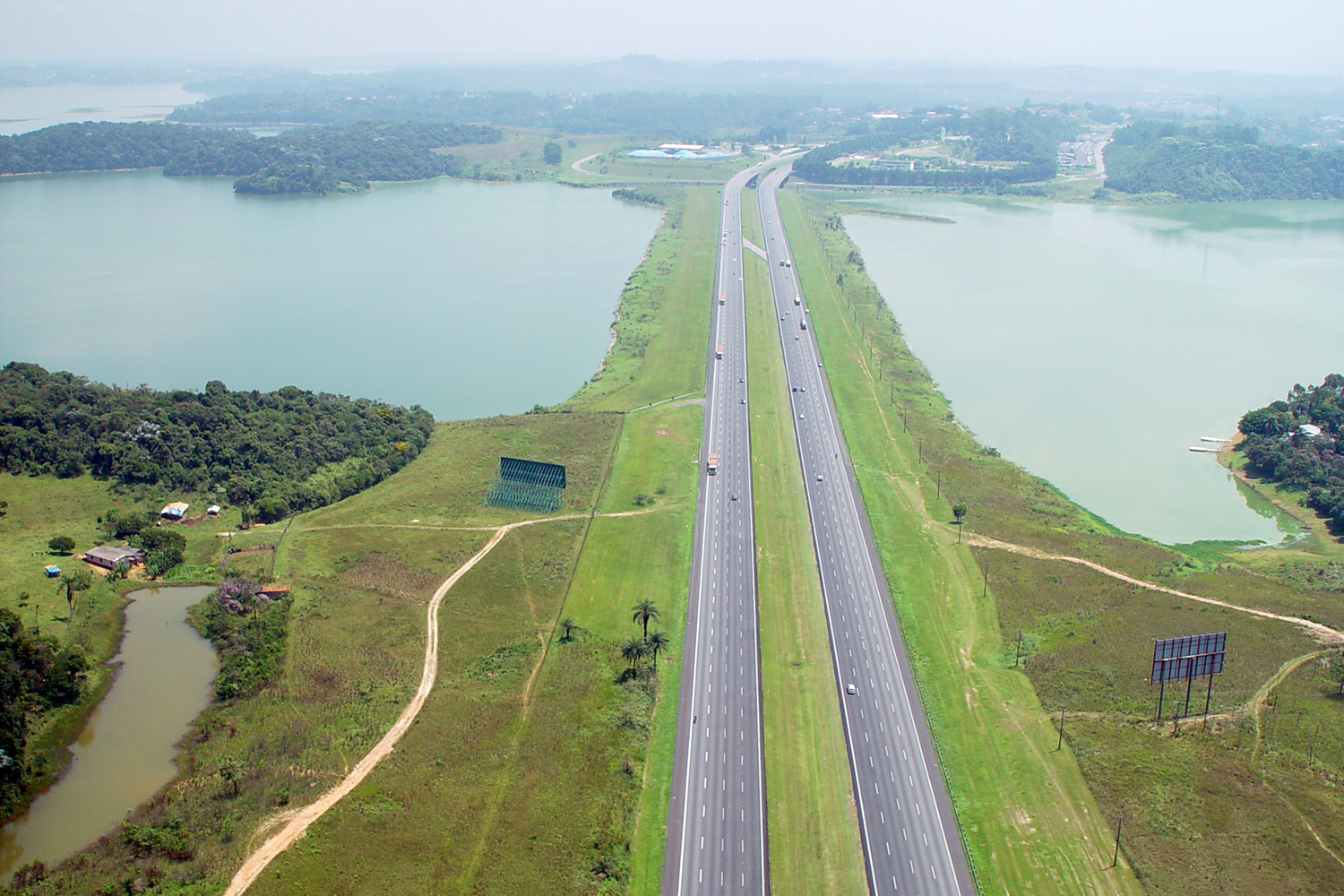
Водосховище Біллінгс

4. Водосховище Біллінгс поширюється не лише на долину Журубатуби, але й утворює кілька великих заток на її лівих притоках. Там, де одна з них максимально підходить до розташованого за водорозділом сховища Ріо-дас-Педрас, проклали з'єднуючий водойми канал довжиною біля 3 км та встановили перекриваючу його греблю Педрас. Остання була необхідна враховуючи різницю у максимальних рівнях Біллінгс та Ріо-дас-Педрас — 746 та 728,3 метра НРМ відповідно.
0. На початку 1950-х до вже існуючої схеми додали попередню ланку. Для цього розташовану на Тіете за 20 км нижче від впадіння Журубатуби греблю ГЕС Сантана-де-Парнаіба (на той час вже носила назву Edgard de Souza) наростили від 711,4 до 717,6 метра НРМ, що дозволяло утворити у верхньому б'єфі до греблі Movel підпір на тому ж рівні, як і в каналі Піньєйрус (Нижній). Крім того, оборотний гідроагрегат на Edgard de Souza міг закачувати воду з нижнього б'єфа (водосховище розташованої за 21 км далі по Тіете греблі ГЕС Пірапора).

## ГЕС Henry Borden
Наземний машинний зал, що почався у 1926 році як ГЕС Кубатао з потужністю 28 МВт, підсилювали до 1950-го. В підсумку станом на початок 1990-х тут працювало вісім гідроагрегатів з турбінами типу Пелтон — по одному потужністю 43 МВт та 33 МВт і по три потужністю 55 МВт та 76 МВт, разом 469 МВт. Вода для них подавалась зі сховища Ріо-дас-Педрас через прокладені по схилу гори водоводи довжиною 1,5 км, що створювало напір біля 720 метрів.
В 1956—1960 роках запустили ще шість гідроагрегатів з турбінами того ж типу потужністю по 75 МВт. Їх розмістили у новому машинному залі, спорудженому у підземному виконанні, який мав розміри 120х21 метр при висоті 39 метрів.

## Обмеження в роботі системи

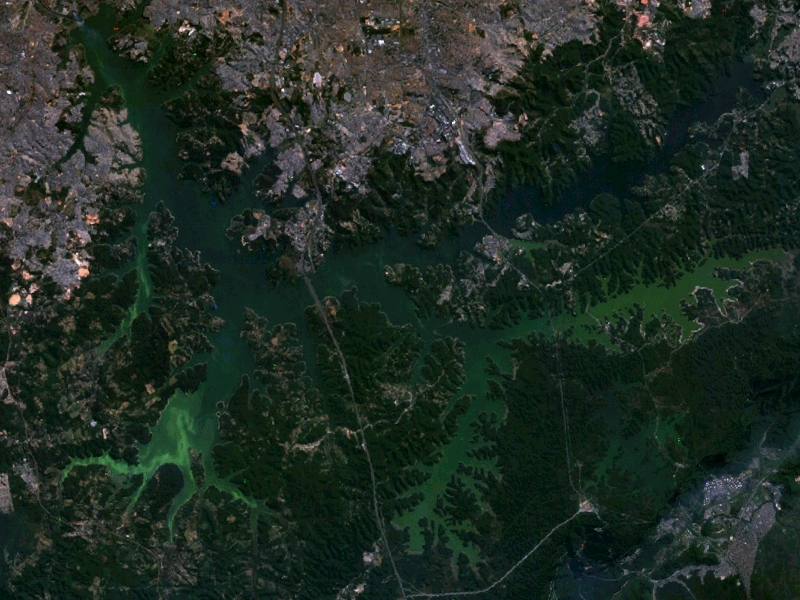
Водосховище Біллінгс. У верхньому правому кутку затока Ріо-Гранде, нижче від неї по центру затока Rio Pequeno, а ще нижче у крайньому правому куті відокремлене водосховище Ріо-дас-Педрас. В лівому нижньому куті затока Таквацетуба, а у лівому верхньому ділянка Журбатуби, що веде до греблі Pedreira та каналу Піньєйрус

Із Біллінгс здійснювалась подача води для забезпечення потреб значної частини міста Сан-Пауло. В той же час, побутові відходи цієї агломерації суттєво забруднювали протікаючу на нижчому рівні Тіете, вода з якої закачувалась в Біллінгс. Щоб вирішити проблему з якістю водопостачання у 1981 році була побудована гребля Ріо-Гранде, котра відокремила не задіяну для деривації до ГЕС Henry Borden затоку, що простягнулась у самій верхній течії Журубатуби. Утворене таким чином сховище Ріо-Гранде могло постачати понад 1,5 млн мешканців.

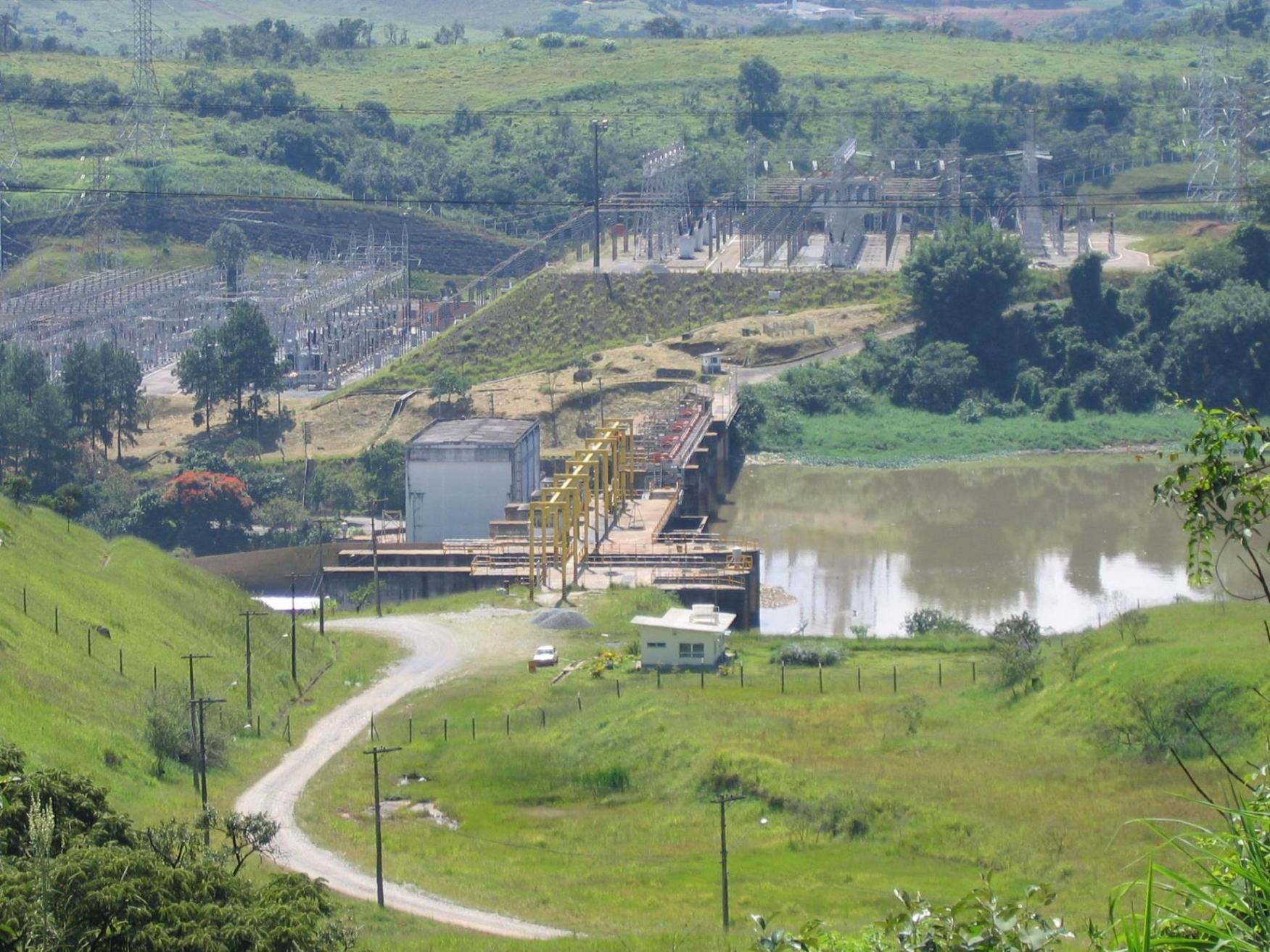
Гребля Edgard de Souza

Приблизно в той же час припинили закачування води з району нижче від устя Журубатуби. Насосну станцію Edgard de Souza після 1984-го знов перетворили на ГЕС, а її оборотний гідроагрегат перемістили до насосної станції Pedreira.
Втім, це не вирішило проблеми забруднення вод Біллінгс, після чого в 1992-му новими ліцензійними умовами заборонили закачування сюди води окрім як в межах протповеневих заходів. В результаті виробіток на ГЕС скоротилась в кілька разів. Так, при проєктному виробітку приблизно 5,25 млрд кВт-год електроенергії на рік у 1999-му фактично отримали менш ніж 1,3 млрд кВт-год.
Починаючи з 1990-х, для виправлення ситуації з забрудненням Тіете та каналу Піньєйрус було вкладено біля 3 млрд доларів США, проте суттєвих результатів не очікували раніше 2018-го.
Тим часом, продовжувалась модернізація сховища Біллнгс для організації водопостачання. В 2000-му виділили ще одну секцію, створену в долині лівої притоки Журубатуби Таквацетуби, що довело кількість отримувачів води до 2,5 млн осіб (разом зі згаданою вище затокою Ріо-Гранде). А в 2015 році анонсували відділення долини Rio Pequeno (з лівого боку долини Журубатуби, неподалік від з'єднувального каналу до водосховища Ріо-дас-Педрас).